# Łysenkizm

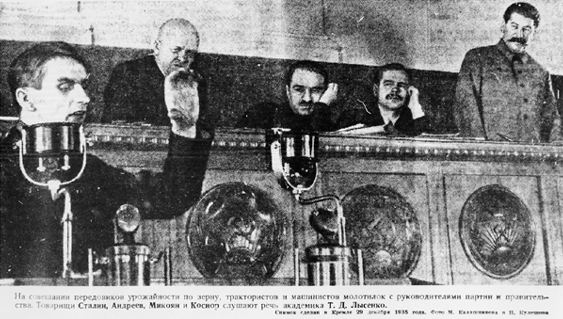
Łysenko (z lewej, przy mikrofonach) przemawiający na Kremlu w 1935. Za nim, w głębi (od lewej) Stanisław Kosior, Anastas Mikojan, Andriej Andriejew i Józef Stalin.

Łysenkizm – ogół pseudonaukowych teorii i poglądów, których autorem był Trofim Łysenko. Istotą łysenkizmu było zaprzeczenie istnienia genów i uznanie dziedzicznej zmienności środowiskowej za główny czynnik przystosowawczy. Przez zwolenników łysenkizm określany był jako „nowa biologia” lub „twórczy darwinizm radziecki”. „Nowa biologia” była „jedynie słusznym” kierunkiem w biologii, który zdobył akceptacje KPZR, komunistycznych partii Bloku Wschodniego i niepodzielnie panował w naukach przyrodniczych od 1948 do prawie 1965 r.
Współcześnie termin „neołysenkizm” bywa używany przez zwolenników poglądu, że istotne różnice między ludźmi (np. inteligencja) są w dużej mierze zdeterminowane genetycznie i skorelowane z cechami rasowymi, na określenie biologów takich jak Leon Kamin, Richard Lewontin, Stephen Jay Gould i Barry Mehler, reprezentujących pogląd przeciwny.

## Geneza
Łysenkizm był częścią szerokiej kampanii ingerencji ideologicznej w naukę, jaką prowadzono w Związku Radzieckim i krajach satelickich w czasach rządów Józefa Stalina. Ingerowano wówczas nie tylko w kierunek działalności badawczej, ale i treść nauki – począwszy od nauk humanistycznych (głównie historii), po przyrodnicze (kampanie przeciw genetyce, teorii względności, cybernetyce czy mechanice kwantowej). Naukę uznawano wówczas za jedno z pól walki klasowej. Łysenkizm miał obalić ustalenia nauki „burżuazyjnej” w zakresie genetyki i udowodnić, że organizmy żywe wykazują nieograniczoną plastyczność pod wpływem zmian środowiskowych. W okresie obowiązywania łysenkizmu za niezbędny element publikacji biologicznych uważano ich zgodność z marksizmem-leninizmem. Prace zawierające wyłącznie dane ściśle naukowe i pozbawione komentarza ideologicznego były krytykowane, a oskarżenia o indyferentyzm mogły skutkować wstrzymaniem publikacji. Jawna krytyka łysenkizmu skutkowała represjami, np. uwięzieniem, jak w przypadku Nikołaja Wawiłowa.
Łysenkizm był odpowiedzią na niepasujący do koncepcji marksizmu indywidualizm klasycznej genetyki i próbował to samo zjawisko interpretować w kategoriach bardziej kolektywistycznych i masowych. Jak pisał Karl Kautsky:

Dla Marksa to masa jest nośnikiem postępu, dla Darwina jest nim jednostka, choć nie w sposób tak wyłączny jak dla wielu jego następców. Nie odrzucał on doktryny Lamarcka, który uznawał stopniową adaptację organizmów do środowiska jako najważniejszy czynnik ich rozwoju. Ale dla Darwina główną rolę grał nie równomierny wpływ środowiska na wszystkie osobniki danego gatunku, czyli zjawisko masowe, ale sporadyczne i przypadkowe cechy szczególne konkretnych osobników, dla których każda z nich jest wsparciem lub przeszkodą w walce o przetrwanie. To dość indywidualistyczna koncepcja, która bardzo dobrze pasowała do myśli liberalnej, silnej w czasach Darwina i z tego powodu szeroko akceptowanej

Łysenkizm w swej rozwiniętej formie miał być nowoczesną teorią ewolucyjną, tłumaczącą prawidłowości, które kierują powstawaniem i przekształcaniem się gatunków biologicznych. Zakładał, że cały organizm przystosowujący się do zmian w środowisku stanowi podłoże dziedziczne, co z kolei oznacza możliwość dziedziczenia cech nabytych. Oparciem dla tych poglądów była praktyka rolnicza i sadownicza, bazująca na ideach i doświadczeniach Iwana Miczurina oraz filozofia materializmu dialektycznego.
Ponieważ zakładał m.in. skokowe powstawanie nowych gatunków, łysenkizm obiecywał uzyskanie natychmiastowych wyników, takich jak zwiększenie plonów, szybkie otrzymanie odmian odpornych na mrozy, pasożyty i szkodniki, wytworzenie zupełnie nowych gatunków użytecznych gospodarczo. Następnie do łysenkizmu dodawano kolejne elementy, np. pewną postać spuścizny Iwana Pawłowa czy pseudonaukową teorię Olgi Lepieszyńskiej o możliwości stworzenia komórki z niemającej struktury substancji żywej. Ostatecznie stał się mieszaniną niespójnych poglądów, zawierającą elementy neolamarkizmu, mutacjonizmu, witalizmu, preformizmu i innych.
Na sesji w dniach 31 lipca–7 sierpnia 1948 r. w Moskwie Wszechzwiązkowa Akademia Nauk Rolniczych im. Lenina (WASCHNIL) przyjęła łysenkizm jako jedyną słuszną teorię w naukach biologicznych i rolniczych, uprawianych w Związku Socjalistycznych Republik Radzieckich. Uchwała ta zakończyła kilkunastoletni okres sporów między Łysenką i jego zwolennikami a przeciwnikami (czyli zwolennikami dotychczasowej genetyki i opartej na niej biologii). Łysenkizm na 16 lat stał się składnikiem ideologii stalinowskiej i oficjalnym kierunkiem w nauce w ZSRR. Począwszy od 1952 r. w ZSRR zaczęła się ostrożna krytyka niektórych sformułowań łysenkizmu. Jednakże łysenkizm panował prawie niepodzielnie w nauce w ZSRR jeszcze ponad 10 lat. Dopiero wraz z odsunięciem od władzy sekretarza generalnego Nikity Chruszczowa w 1964 r. stracił poparcie władz ZSRR.

## Łysenkizm na świecie
Łysenkizm jeszcze przed II wojną światową przekroczył granice ZSRR. W niektórych krajach, np. w Japonii, znany był już od końca lat 30. Po sierpniowej sesji WASCHNIL zachodni biolodzy, którzy byli członkami partii komunistycznych, chcąc zachować lojalność w stosunku do swych partii, opowiadali się za łysenkizmem. Do najbardziej znanych zwolenników łysenkizmu należał w Wielkiej Brytanii John B.S. Haldane, w Belgii – Jean Brachet i Paul Brien, a we Francji m.in. Marcel Prenant. Jednym z najbardziej znanych zwolenników łysenkizmu był laureat Nagrody Nobla, pisarz George Bernard Shaw. Na początku lat 50. XX wieku powstały towarzystwa miczurinistów we Francji, Wielkiej Brytanii, Belgii, Argentynie i Japonii. Wśród nich szczególnie aktywne było Association française des amis de Mitchourine (1950–1963).

## Łysenkizm w Polsce
W Polsce łysenkizm oficjalnie został zaprezentowany podczas wielkiej konferencji biologów, która odbyła się 30 marca 1949 r. w Warszawie z inicjatywy Koła Przyrodników Marksistów. Zaprezentowany został przez Jana Bohdana Dembowskiego (ówczesnego dyrektora Instytutu Biologii Doświadczalnej) w referacie „O nowej genetyce”. Wbrew tytułowi referat ten przedstawiał idee łysenkizmu jako rozwinięcie istniejących od kilkudziesięciu lat nurtów, w tym poglądów Dembowskiego, który od lat krytykował dominujące poglądy Augusta Weismanna i Thomasa Morgana. Łysenkizm w Polsce propagowany był podczas specjalnych konferencji. Pierwsza odbyła się w dniach od 27 XII 1950 do 13 I 1951 r. w Kuźnicach; kolejne w 1952 w Dziwnowie oraz w 1953 i 1955 – obie w Kortowie.
W odróżnieniu od ZSRR w Polsce nie wymagano od naukowców zupełnego podporządkowania ideologicznego, a represje wobec niepokornych biologów nie były tak znaczne. Działalność naukowa była możliwa, zwłaszcza gdy pod przykrywką łysenkizmu prowadzono rzeczywiste badania. Jawni krytycy łysenkizmu byli odsuwani od nauczania studentów, ale mogli prowadzić badania (np. Wacław Gajewski). Ograniczenia działalności naukowej były analogiczne do ograniczeń innych dziedzin życia doby stalinizmu, m.in. utrudniona była wymiana międzynarodowa. Publikacje w zachodnich wydawnictwach mogły być podstawą do krytyki, co miało miejsce w przypadku Jerzego Konorskiego. Podważanie nieomylności łysenkizmu przez Leszka Kuźnickiego z kolei skutkowało zakazem wyjazdów naukowych do ZSRR.
Pierwsze głosy krytyki pod adresem łysenkizmu – w tym samokrytyka Michajłowa i Petrusewicza – pojawiły się w 1955 r. podczas konferencji w Kortowie. Dyskusje polityczne oraz coraz bardziej oczywisty brak empirycznego potwierdzenia założeń „nowej biologii” sprawiły, że w 1955 r. rozpoczęły się dyskusje nad łysenkizmem. Kilku aktywistów nadal deklarowało wierność ortodoksyjnemu łysenkizmowi, podczas gdy większość przyrodników nieoficjalnie była przeciwna, zaś oficjalnie milczała. W połowie grudnia 1955 r. ukazał się w czasopiśmie Po prostu artykuł L. Kuźnickiego pt. „Darwinizm a łysenkizm” z nadtytułem: „Przerwijmy zmowę milczenia”. Na fali trwających dyskusji, m.in. nad łysenkizmem, 17 kwietnia 1956 odbyła się narada biologów w redakcji czasopisma Po prostu. Podczas narady większość uczestników krytycznie wypowiadała się o łysenkizmie. Podczas VI Sesji Zgromadzenia Ogólnego członków PAN w dniach 11 i 12 czerwca 1956 r. poddano ostrej krytyce kierownictwo PAN, w tym jego działania wyrażające się narzuceniem łysenkizmu; o łysenkizmie mówiono wtedy już w czasie przeszłym. W odpowiedzi na krytykę całe prezydium PAN z jej prezesem Janem Dembowskim podało się do dymisji.
Era łysenkizmu skończyła się w Polsce w 1956 r., a więc o 8 lat wcześniej niż w ZSRR. Genetyka została przywrócona do nauczania w szkołach i na uniwersytetach od początku roku 1957/1958. Z podręczników ewolucjonizmu usunięto też odwołania do marksizmu. Polskie wydanie książki Pseudonauka i pseudouczeni Martina Gardnera (oryginalne wydanie 1957, polskie 1963) zostało jednak ocenzurowane – usunięto z niego rozdział poświęcony łysenkizmowi, wspominając we wstępie, że „nie zainteresowałby polskich czytelników”.